# Gan Le'ummi Kokav HaYarden
Gan Le'ummi Kokav HaYarden (hebreiska: גן לאמי כוכב הירדן) är en nationalpark i Israel. Den ligger i distriktet Norra distriktet, i den nordöstra delen av landet.